# Филип Мішевський
Филип Мішевський, нар. 1 листопада 1991, Скоп'є) — македонський футболіст, захисник клубу «Македонія».